# Direction générale de la Sécurité intérieure
Direction générale de la Sécurité intérieure (DGSI) är Frankrikes inrikes säkerhetstjänst och är en underavdelning till inrikesdepartementet.
Det har i huvudsak fyra uppgifter:
- Kontraspionage
- Terrorbekämpning
- Övervakning av ekonomin
- Övrig inrikes övervakning